# Diprion liuwanensis
Diprion liuwanensis is een insect uit de familie van de dennenbladwespen (Diprionidae).